# Hòa Thuận, Vĩnh Long
Hòa Thuận là một phường thuộc tỉnh Vĩnh Long, Việt Nam.

## Địa lý
Phường Hòa Thuận có vị trí địa lý:
- Phía đông nam giáp xã Hưng Mỹ.
- Phía tây giáp phường Long Đức.
- Phía nam giáp phường Trà Vinh.

Phường Hòa Thuận có diện tích 16,51 km², dân số năm 2019 là 25.384 người, mật độ dân số đạt 1.537 người/km².

## Hành chính
Xã Hòa Thuận được chia thành 9 ấp: Bích Trì, Đa Cần, Đầu Bờ, Kỳ La, Rạch Kinh, Vĩnh Bảo, Vĩnh Lợi, Vĩnh Trường, Xuân Thạnh.

## Lịch sử
Sau năm 1975, Hòa Thuận là một xã thuộc huyện Châu Thành Đông.
Ngày 11 tháng 3 năm 1977, Hội đồng Chính phủ ban hành Quyết định 59-CP về việc giải thể huyện Châu Thành Đông sáp nhập xã Hòa Thuận của huyện Châu Thành Đông vào huyện Cầu Ngang.
Ngày 29 tháng 9 năm 1981, Hội đồng Bộ trưởng ban hành Quyết định 98-HĐBT về việc thành lập huyện Châu Thành trên cơ sở tách Hòa Thuận của huyện Cầu Ngang.
Ngày 3 tháng 10 năm 1996, Chính phủ ban hành Nghị định 57-CP về việc thành lập xã Hòa Lợi trên cơ sở điều chỉnh một phần diện tích và dân số của xã Hòa Thuận.
Ngày 16 tháng 6 năm 2025, Ủy ban Thường vụ Quốc hội ban hành Nghị quyết số 1687/NQ-UBTVQH15 về việc sắp xếp các đơn vị hành chính cấp xã của tỉnh Vĩnh Long năm 2025. Theo đó, sắp xếp toàn bộ diện tích tự nhiên, quy mô dân số của phường 5 và xã Hòa Thuận thành phường mới có tên gọi là phường Hòa Thuận.
Sau khi sáp nhập, phường Hòa Thuận có 16,51 km² diện tích tự nhiên và dân số 25.384 người.

## Giáo dục
Xã Hòa Thuận hiện có 1 trường tiểu học, 1 trường THCS:
- Trường Trung học cơ sở Hòa Thuận

- Trường Tiểu học Hòa Thuận A